# Комаров (мультфільм)
Комаров(рос. Комаров)-радянський мальований мультфільм 1975 року. Знятий на студії Союзмультфільм.
Мультфільм про цікавого хлопчика, який втік із дитячого садка влітку на прогулянку. Знято за однойменною розповіддю Юрія Нагібіна; друга екранізація, перша була - художній фільм "Брати Комарови", знятий 1961 року на кіностудії "Ленфільм". Кінофільм, на відміну від мультфільму, доповнений розповідями цього ж автора, побудованими в єдину сюжетну лінію — «Стара черепаха» та «Скажений бик».

## Сюжет
Літо! На пляжі, підставивши спини сонечка, лежать малеча з дитячого садка. Вихователька перераховує хлопців та запитує: «Діти! Куди знову подівся Комаров? Дівчатка з кісками: «Ніна Пална! А він у пісок закопався!» На запитання виховательки «Комаров! Навіщо ти це зробив?" малюк відповідає: "Так цікавіше". Він підтягнув шорти, на задній кишені яких було вишито - Комаров. Вихователька повела дітей на майданчик і розпочала вправи: «Три притопи — топ, топ, топ! Три прихлопи — хлоп, хлоп, хлоп! Поки всі стрибали, Комаров устрибав у кущі до паркану і, відсунувши дошку, вибрався назовні.
Хлопчик йшов стежкою через луг, знайшов шишку та жабу, засунув їх у кишені. На лузі він зустрів теля, прив'язаного до кілочка, і спробував з ним пограти. Потім він вийшов на галявину з кульбабами і побачив, що сонце спускається в річку. Тут його знайшла вихователька і радо заплакала. А Комаров сказав: Ніно Пална! Ну, чого Ви? Візьміть все, тільки не плачте! І простяг їй шишку та жабу. Жаба відразу зістрибнула з його руки і була така. І Комаров так само привітно простягнув виховательці шишку, що залишилася.Хлопчик йшов стежкою через луг, знайшов шишку та жабу, засунув їх у кишені. На лузі він зустрів теля, прив'язаного до кілочка, і спробував з ним пограти. Потім він вийшов на галявину з кульбабами і побачив, що сонце спускається в річку. Тут його знайшла вихователька і радо заплакала. А Комаров сказав: Ніно Пална! Ну, чого Ви? Візьміть все, тільки не плачте! І простяг їй шишку та жабу. Жаба відразу зістрибнула з його руки і була така. І Комаров так само привітно простягнув виховательці шишку, що залишилася.

## Творці
- режисер Леонід Носирєв
- сценарист Юрій Нагібін
- художники-постановники Леонід Носирєв, Софія Митрофанова, Тетяна Колюшева
- художники-мультиплікатори Тетяна Померанцева, Галина Барінова, Олена Малашенкова, Анатолій Абаренов, Геннадій Сокольський, Віктор Лихачов, Олексій Букін
- оператор Кабул Расулов
- композитор Євген Ботяров
- звукооператор Володимир Кутузов
- редактор Аркадій Снесарев
- монтажер Ольга Василенко
- асистент режисера Тетяна Литко
- асистент художника Віра Кудрявцева-Єнгаличева
- директор Любов Бутиріна
- ролі озвучували Світлана Харлап - Комаров, Галина Новожилова - Дві дівчинки, Т.Строгонова - Ніна Павлівна

## Відеовидання
Мультфільм выпускався на DVD в збірнику мультфільмів «Здрастуй, літо!» («Союзмультфильм»).։